# آبشار مصنوعی

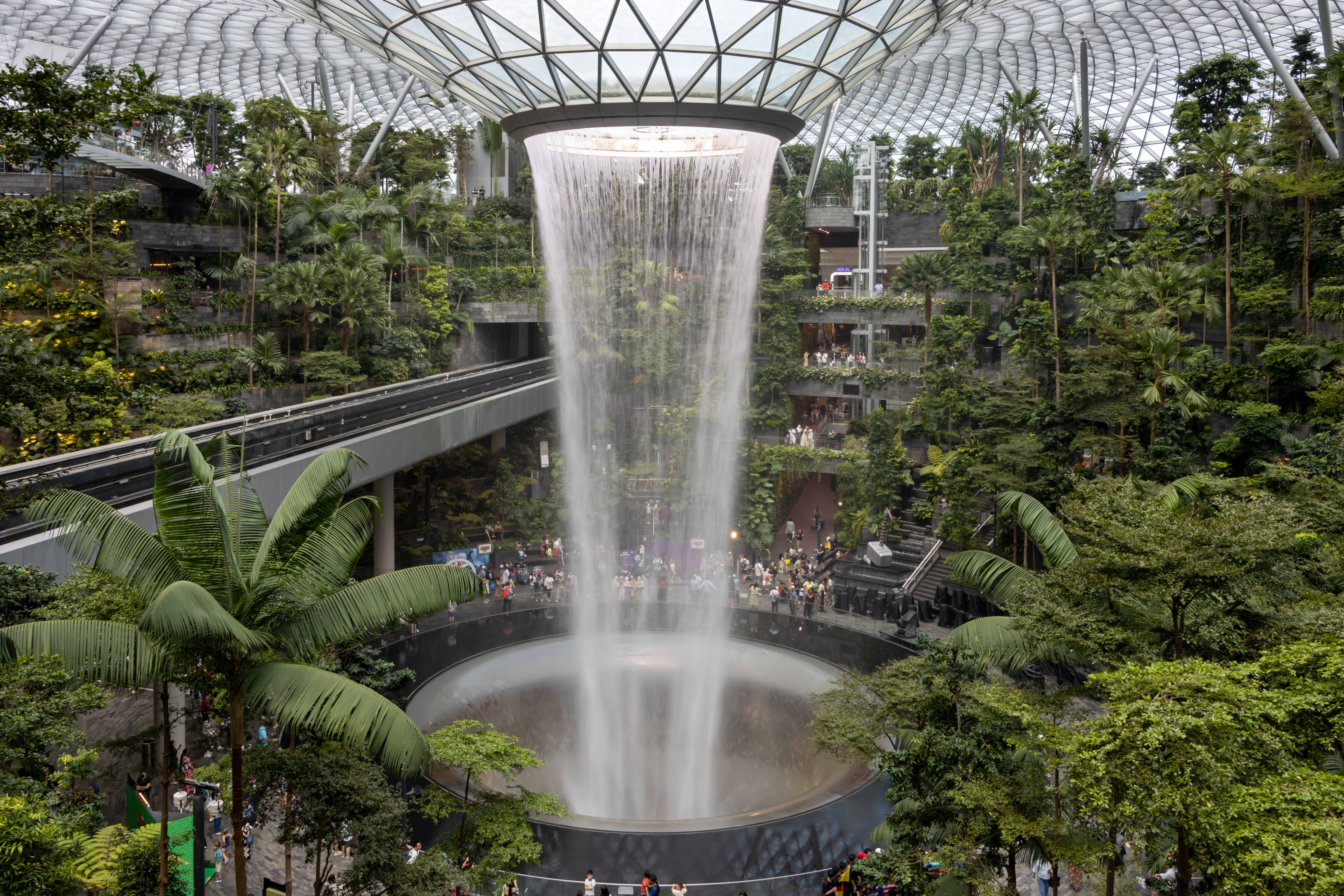
آبشار مصنوعی فرودگاه چانگی سنگاپور، با ۴۰ متر ارتفاع، از دورن یک پنجره گرد سقفی بزرگ در ترمینال فرودگاه پایین آمده و به عنوان بلندترین آبشار داخلی جهان شناخته می‌شود.

آبشارِ دست ساخته یا آبشارِ مصنوعی یک فضایِ آبیِ دست‌ساز است که ریزشِ آبِ چشمه، فواره، یا یک آبشارِ طبیعی را شبیه‌سازی می‌کند.

## تاریخچه
آبشارهای دست‌ساز برای زمانِ طولانی در باغ هایِ سنتیِ ژاپنی، برای برجسته نمودنِ نمای طبیعیِ محیط، بکار گرفته می‌شدند. یک کتابچهٔ راهنمای باغبانیِ کلاسیک (ساکوتِی کیی) که در میانه تا اواخرِ قرن یازدهم میلادی نوشته شده است، فهرستی از نُه گونهٔ مختلفِ آبشارها را برمی‌شمارد.

## نمونه‌ها
- آبشار کاسکاتا دل مارمور در اومبریا، ایتالیا بوسیلهٔ رومن‌ها برساخته شد.
- آبشار جورنگ در سنگاپور.

## نگارخانه

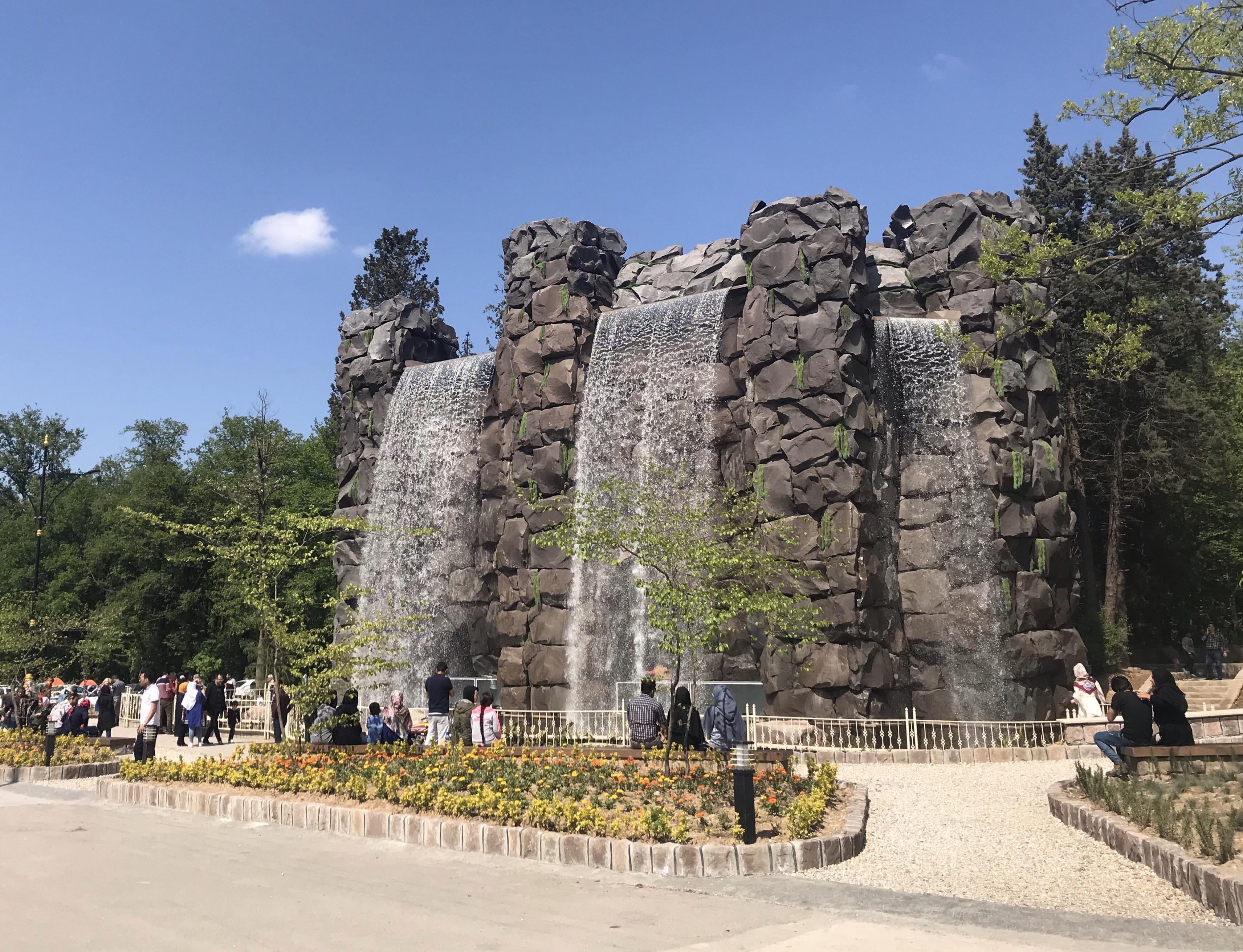
آبشار مصنوعی در در ناهارخوران گرگان
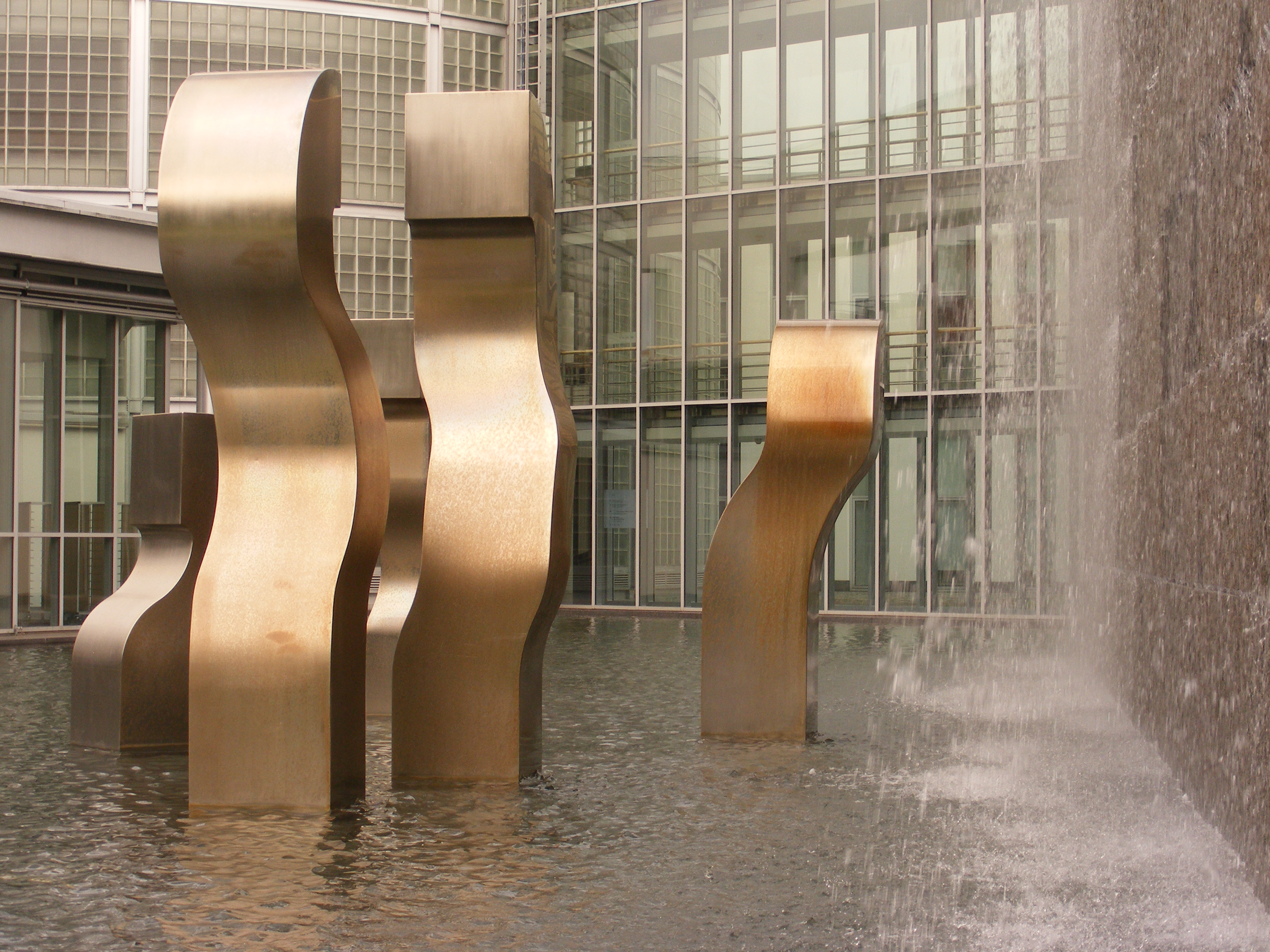
آبشار مصنوعی و مجسمه سازی در یک شرکتِ حمل و نقل در زالتسبورگ
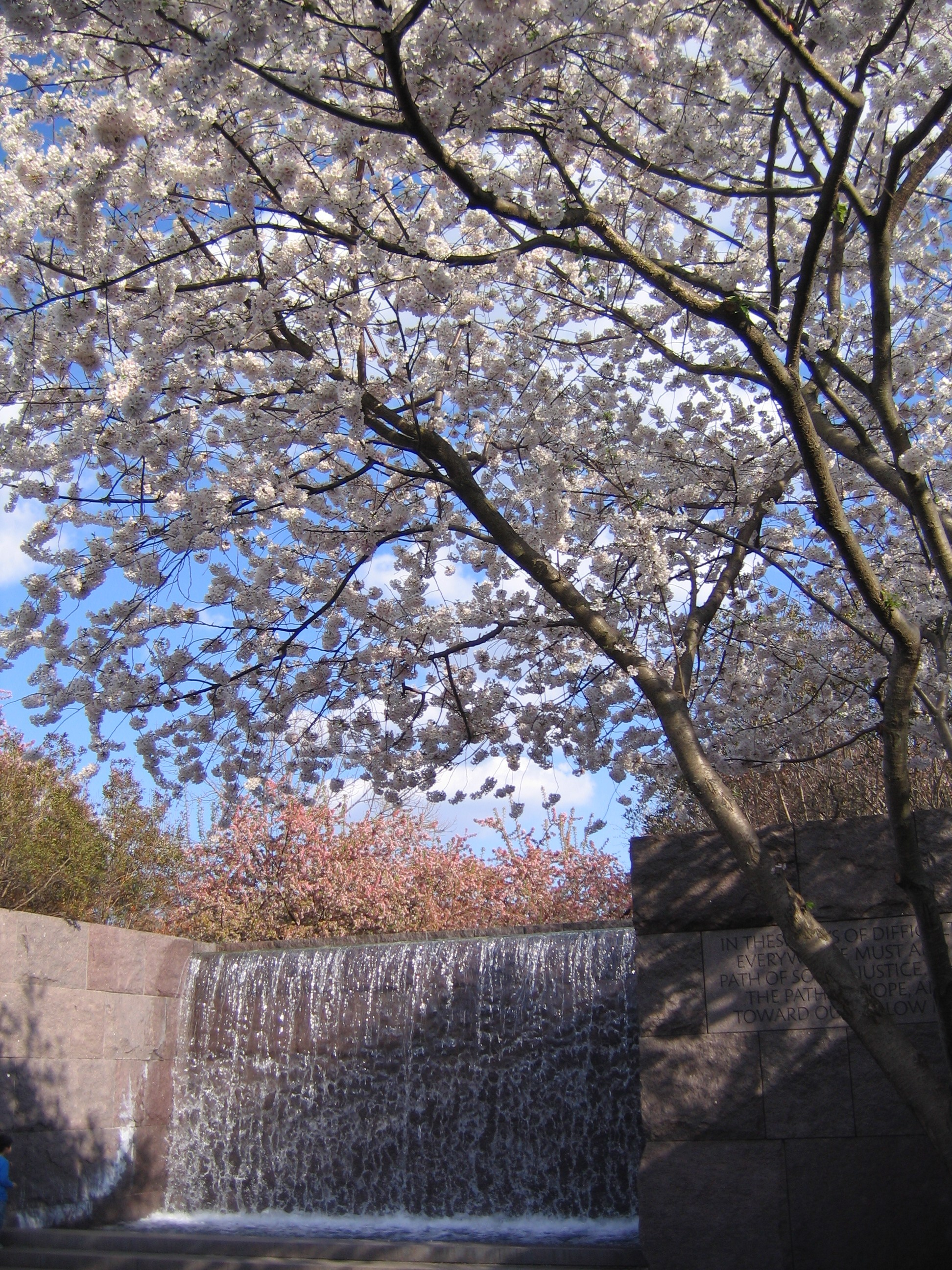
واشینگتن، دی.سی.
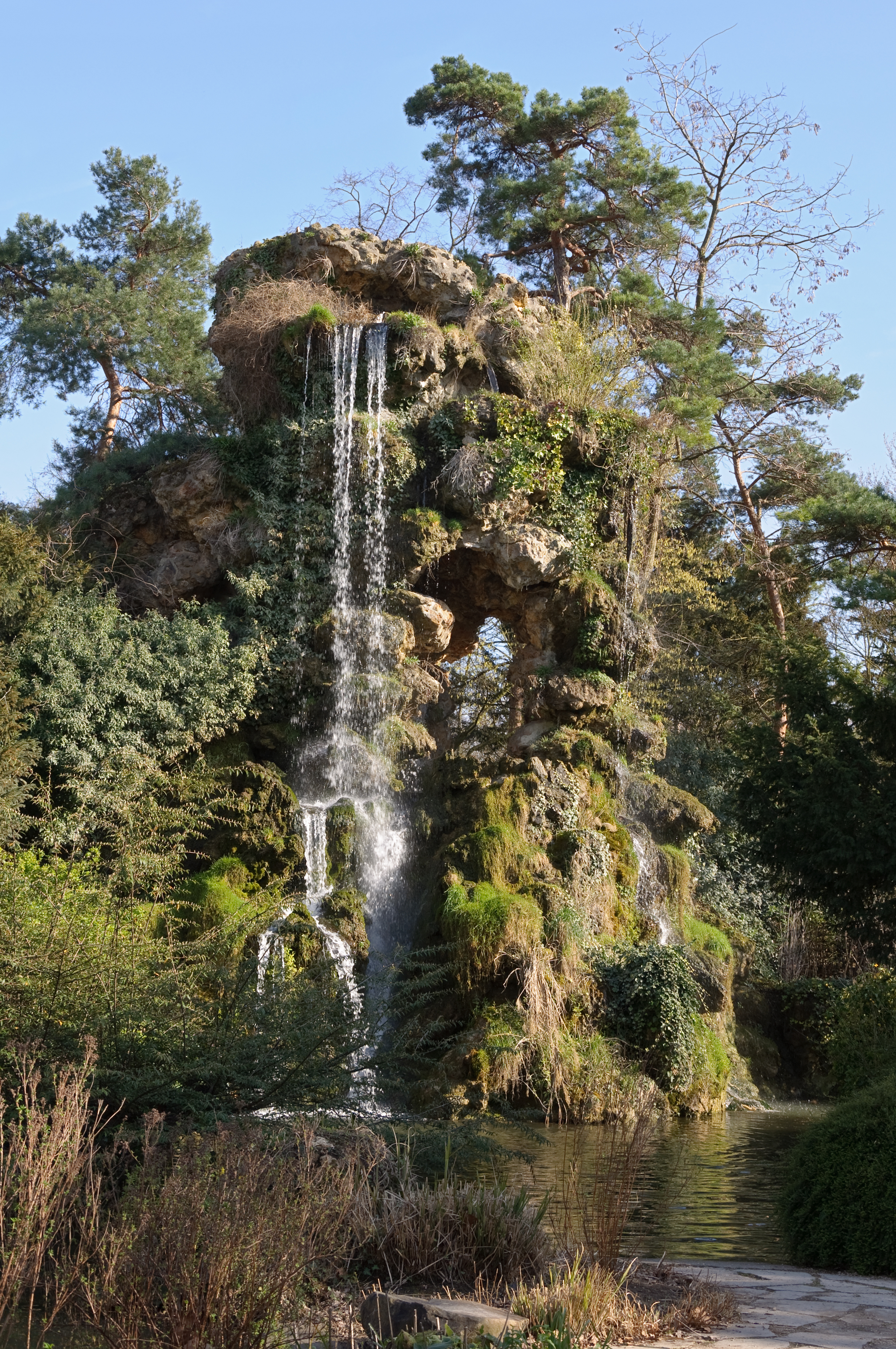
آبشار مصنوعی در پارکی در فرانسه